# 香港傳呼業
香港傳呼業由1970年代開始發展，傳呼機（香港人俗稱為「Call機」）曾經成為普及的通訊工具之一，但於1990年代中期，香港手提電話盛行，致使傳呼業開始沒落。

## 歷史及發展

### 1980年代初期及之前
香港早於1970年代已有傳呼機出現。其時使用的為純響機，因其響聲多為「BB」聲，市民多俗稱為「BB機」，亦稱作「長炮」。由於只能發出簡單聲響，所以用戶不能單憑傳呼機得悉訊息內容，每次接獲傳呼，均要致電傳呼中心「覆機」，才能從傳呼員口中得知訊息內容。初時並不普及，用戶多為須隨傳隨到的警務人員，或應召女郎，故使用傳呼機可能遭人誤會，至1970年代後期1980年代初期，一部「長炮」為$1250至$1650，亦已出現震機。

### 1980年代中期及後期
至約1980年代中左右，出現可顯示數字的「數字機」，傳呼公司先為一些常見的姓氏、暱稱、留言訊息等設定數字代號，並製作代號指示卡，和「數字機」配合使用，可憑數字顯示常用的簡單訊息及電話號碼，例如先生代號為「1」、小姐代號為「2」、陳姓代號為「05」、李姓代號為「40」，那麼當陳先生傳呼，則顯示「105」，李小姐傳呼則顯示「240」，李先生傳呼則顯示「140」。另外一些常用訊息，亦有特定代號，例如「請致電回家」代號為6789，那麼當有人傳呼留言「請致電回家」，則顯示6789，無須每次接獲傳呼均致電「覆機」（一般來說，只有因傳呼訊息內容較複雜及/或不常用於傳呼留言，不能用數字代號表示，又或遺失代號指示卡，不能翻查數字代號意思，才需要致電「覆機」，由傳呼員口述訊息內容），傳呼機用途增多並開始普及（以上代號屬舉例性質，不同傳呼公司的代號亦不同）。
1980年代後期，中文傳呼開始出現。

### 1990年代初期至中期
1990年代初，「中文機」開始普及，可以顯示中文及英文文字，相比「數字機」，不單可直接顯示訊息內容，省卻翻查數字代號，而且更複雜的訊息內容也可直接顯示，無需致電「覆機」，使用更見方便。此時為香港傳呼業的黃金時期，全港傳呼公司不下十多間，需要大量人手從事傳呼員，差不多只需要懂得打中文字及說廣東話者，已可投身成為傳呼員，創造了不少就業機會。而使用傳呼機的潮流，亦由在職人士漫延至校園，專上院校學生、甚至部份中學生亦開始流行以傳呼機聯絡。其時雖然已有流動電話，因機價及服務費仍是昂貴，故尚未普及。 CT2流動電話亦於此時加入市場，有天地線、步步通、經緯站這三大網絡品牌，但由於此類電話只可打出、不能接聽，故用戶須配合傳呼機使用，所以傳呼機此時仍有優勢，亦因CT2電話加入競爭，流動電話價格亦有所下調，而液晶顯示面手提電話亦於此時在香港發售。1990年代初期傳呼台電話號碼為11字頭，傳呼機號碼為1至4個數字不等，普通服務傳呼台電話號碼為7個數字，致電後再要說出機主傳呼機號碼；秘書服務傳呼，則已把機主傳呼機號碼包含在傳呼台電話號碼內，電話號碼為9個數字，致電後無須說出機主傳呼機號碼，月費約港元$200至300。1995年，普通及秘書服務傳呼台電話號碼，統一為7字頭及8個數字。
廣告宣傳
當時各大傳呼公司競爭激烈，更邀請不同紅星拍廣告宣傳，適逢當時樂壇香港四大天王當道，四位紅歌手亦得到各傳呼公司青睞，計有（排名不分先後）潤訊傳呼的張學友、電訊傳呼的劉德華、和記傳訊的黎明和香港電訊CSL的郭富城等，另由於看通中文傳呼有限公司母公司冠軍科技由簡文樂（著名藝人陳百祥姻親）創立，因此相關廣告宣傳亦有陳百祥、梅艷芳、譚詠麟等紅星出現。而以上眾多宣傳當中，最令人印象深刻的是和記傳訊一系列的宣傳，每年均邀請黎明拍攝一個長達3至5分鐘的電視廣告，並配合由不同人物所扮演不同的女主角「阿MAY」，廣告中和黎明演出一段動人愛情故事，每年廣告出爐後，均成城中熱話，「阿MAY」的角色也深入民心，亦間接捧紅了多位飾演「阿MAY」的演員。

### 1990年代後期
至1990年代後期，流動電話不論機價及服務費均大幅下降，尤其是三間使用 GSM1800（俗稱PCS）頻譜的流動電話網絡商，於1997年加入市場後，流動電話服務費更下降得厲害。其時不少人棄用傳呼機，改用更方便，但服務費相若（甚至更便宜）的流動電話，香港傳呼業亦從此沒落。傳呼公司為節省營運費用，紛紛將傳呼中心遷往中國大陸、澳門等地，亦令傳呼員這個職業，在香港火速式微。大量傳呼公司終止提供傳呼服務，甚至結業收場。只餘下數間傳呼公司，主要為大機構、政府等提供大批次的員工傳呼服務，而傳呼機火速絕跡，即使仍使用傳呼服務，一般都是以流動電話的短訊功能接收訊息，而不會獨立使用傳呼機。可是，傳呼機仍應用於不能使用流動電話的場合（包括醫院），因此傳呼服務仍然未被完全終止。
1990年代後期傳呼台轉為7字頭之8位數，全是秘書服務獨立號碼，月費約港元$90至150。

### 2000年代及以後
2000年代起，香港之傳呼公司加劇合併或結業，客戶自動歸入猶存之公司。截至2025年3月，香港僅有電訊數碼（已於2021年續牌）仍然營運傳呼業務，共有1,655位用戶，有逐月減少趨勢，亦較2014年12月的41,442位用戶大幅減少。
2008年，所有醫院使用低功率的PHS流動電話，2010年12月31日，港府停用所有傳呼器訊號服務，惟立法會議員仍可透過傳呼機接收立法會秘書處的訊息。
直至2015年10月29日政府發出之新聞卻可作推算：蓋因8位數字的流動電話號碼，可能3年後分配耗盡，故通訊辦提出在不增至9位數字號碼前題下，諮詢公眾及業界，當中建議可選「7」字頭。如果整合現時的傳呼服務號碼，騰空70至73字為首之號碼改作流動電話之用，就可以多約320萬個號碼，不過涉及約2.5萬個傳呼機用戶要在兩年內改號——若以此數據推算餘下之74至79字頭，則目前所有7字頭傳呼用戶數目，大概5萬多個。此情況反映香港傳呼業務早已急劇萎縮式微。
翌日有傳媒指該年只得3.8萬個傳呼機用戶，但网民反映傳呼業務卻佔用7字為首合共逾9百萬個號碼，不必預留74至79字為首這般多；按簡單數學計算，舉例來說單單77字為首足已大派用場。常見用者尚餘常被急召的醫生和立法會議員。對於通訊局重新編配傳呼機號碼，醫管局回應會按員工工作需要提供傳呼機，會盡力配合通訊局，重新安排傳呼機服務或其他通訊工具，令服務不受影響。立法會秘書處則回覆，該年僅有10多名議員選用該處提供的傳呼機，號碼字頭為77，由下屆立法會期起（即2016年10月），計劃停止以傳呼機發信息。
2015年傳呼機服務月費為百多元，與限速無限數據用量上网之流動電話費相近。
2022年醫院管理局回應傳媒查詢表示，該局已沒有使用傳呼服務。

## 著名傳呼公司
- 和記傳訊（成立時收購多間小型傳呼公司）
- 香港電訊CSL（後來收購知名的看通中文傳呼機）
- 星光傳呼
- 必備通訊
- 電訊傳呼（現稱電訊數碼）
- ABC佳訊
- 太平洋專訊
- 其士傳呼（其士集團）
- 新世界傳呼
- 匯訊通訊
- 亞洲傳訊
- 易寶傳訊
- 潤訊傳呼
- 天外天傳訊
- 通用傳訊（萬眾電話（中國移動香港）前身）
- 新時代傳訊
- 中港通傳呼（中港通電訊前身）

## 另見
- CT2